# 주아랍에미리트 대한민국 대사관
주아랍에미리트 대한민국 대사관(아랍어: سفارة جمهورية كوريا في دولة الإمارات العربية المتحدة)은 아랍에미리트 아부다비에 위치하고 있는 대한민국 대사관이다. 이 공관은 아랍에미리트 전체를 외교 관할 구역으로, 아부다비 토후국을 영사 관할 구역으로 한다.

## 역사
대한민국은 1971년 12월 10일에 아랍에미리트를 주권 국가로 승인했으며 1980년 6월 18일에 아랍에미리트와 수교했다. 대한민국 정부는 1980년 12월 5일에 아랍에미리트 아부다비에 주아랍에미리트 대한민국 대사관을 설립했고 아랍에미리트 정부는 1987년 3월 3일에 대한민국 서울에 주한 아랍에미리트 대사관을 설립했다.

## 같이 보기
- 대한민국-아랍에미리트 관계
- 주두바이 대한민국 총영사관
- 주한 아랍에미리트 대사관
- 대한민국의 재외공관 목록
- 아랍에미리트 주재 외국공관 목록